# Deron Cherry
Deron Leigh Cherry (* 12. September 1959 in Riverside, New Jersey) ist ein ehemaliger US-amerikanischer American-Football-Spieler. Er spielte als Safety in der National Football League (NFL) bei den Kansas City Chiefs. Cherry ist heute einer der Besitzer der Jacksonville Jaguars.

## Spielerlaufbahn

### Collegekarriere
Deron Cherry besuchte in Palmyra, New Jersey, die Highschool und studierte nach seinem Schulabschluss an der Rutgers University für deren Footballmannschaft, den Scarlet Knights, er von 1977 bis 1980 als Punter und als Safety spielte. Im Jahr 1978 verlor er mit seiner Mannschaft im Garden State Bowl gegen das Team der Arizona State University mit 18:34. 1979 wurde er zum MVP seiner Mannschaft gewählt. In diesem und im folgenden Jahr wurde er in die Auswahlmannschaft der Big East Conference aufgenommen. Aufgrund seiner sportlichen Leistungen wurde er in den Jahren 1978 bis 1980 von seinem College ausgezeichnet.

### Profikarriere
Nach seinem Studium wurde Deron Cherry im Jahr 1981 durch die Kansas City Chiefs verpflichtet. Kurz vor Beginn der Regular Season wurde er von der Franchise der Mannschaft aus Kansas City wieder entlassen. Da die Chiefs im Laufe der Saison 1981 aufgrund von Verletzungen große Probleme auf der Spielerposition von Cherry hatten, nahmen sie ihn im Laufe der Saison erneut in ihre Mannschaft auf. Diese späte Verpflichtung machte Cherry zunächst keine große Hoffnung auf eine dauerhafte Karriere bei den Chiefs, zumal mit Gary Barbaro ein Pro-Bowl-Spieler auf der Safety Position spielte. Cherry konnte sich jedoch durchsetzen und wurde ab 1983 als Starter eingesetzt. In den Spielzeiten 1986, 1990 und 1991 konnte Cherry mit den Chiefs jeweils in die Play-offs einziehen. Während er 1986 und 1990 mit seiner Mannschaft bereits in den Wild-Card-Play-off-Spielen scheiterte, konnten die Chiefs im Jahr 1991 die Los Angeles Raiders mit 10:6 besiegen. Cherry hatte an dem Erfolg maßgeblichen Anteil. Ihm gelangen zwei Interceptions, mit denen er einen Raumgewinn von 46 Yards erzielte. Obwohl Cherry auch im folgenden Divisional-Play-off-Spiel gegen die Buffalo Bills eine Interception gelang, verlor seine Mannschaft aus Kansas das Spiel mit 14:37. Unmittelbar nach dem Spiel beendete Cherry seine Laufbahn.

## Nach der Spielerlaufbahn
Deron Cherry ist Teilhaber einer Vertretung von Produkten der Fa. Anheuser-Busch Companies. Ferner besitzt er seit deren Gründung Anteile an dem NFL-Team der Jacksonville Jaguars.

## Ehrungen
Deron Cherry spielte sechsmal im Pro Bowl, wurde siebenmal zum All-Pro gewählt und ist Mitglied im NFL 1980s All-Decade Team. Im Jahr 1987 erhielt er den „Whizzer“ White NFL Man of the Year Award. Seine Collegemannschaft ehrt ihn in der Rutgers Football Hall of Fame, die Chiefs haben ihn 1996 in die Chiefs Hall of Fame aufgenommen.

## Quelle
- Mark Stallard, Kansas City Chiefs Encyclopedia, Sports Publishing LLC, 2004, ISBN 978-1-58261-834-0